# 謝嘉俊
謝嘉俊（英語：Tse Ka Chun，1986年3月27日—），香港乒乓球運動員，他是香港土生土長的男子乒乓球選手的代表人物。2004年起成爲香港乒乓球代表隊成員，曾參加多屆世界乒乓球錦標賽，隨隊奪得2006年世錦賽男團季軍，2009年世界盃男團季軍。曾經就讀皇仁書院及香港中文大學。

## 榮譽
- 2005年 亞洲錦標賽男子團體第三名、
- 2006年 世界乒乓球錦標賽男子團體第三名
- 2007年 國際乒聯職業巡回賽印度公開賽21歲男子單打第三名
- 2008-2009年 香港公開賽男子單打亞軍
- 2010年 乒乓球亞洲杯男子單打第八名、‘乒總杯’冠軍
- 2011年 香港公開賽• 男子團體冠軍、 男子單打冠軍
- 2012年 ‘乒總杯’冠軍、香港公開賽男子團體冠軍